# Renato Fondi
Renato Fondi (* 20. Juni 1887 in Pistoia; † 2. März 1929 in Rom) war ein italienischer Dichter, Musikkritiker und Essayist.
Er gründete die Zeitschriften „Athena“ und „La Tempra“ und arbeitete mit den Schriftstellern, Musikern und Malern Giovanni Papini, Giuseppe Antonio Borgese, Ildebrando Pizzetti und Giovanni Michelucci zusammen.
Seine Arbeiten umfassen drei Aufsätze über die Epigrammatiker Nicolas Chamfort, Giovanni Papini und Ildebrando Pizzetti. Fondi schrieb 1927 eine Monographie über Alfredo Catalani.

## Werke
- Musa vernacola (1907)
- Il sudario (1910)
- Ozi vesperali (1912)
- Chamfort (1916)
- Ildebrando Pizzetti e il dramma musicale italiano d'oggi (1919)
- Fiordelmondo (1919)
- Opuscoli filosofici (1919)
- Un costruttore: Giovanni Papini (1922)